# Дом Ушакова
Дом купца Фёдора Ивановича Ушакова в Тюмени находится на пересечении улиц Орджоникидзе и 25 октября в Центральном административном округе города.

## История
Деревянный дом, принадлежавший тюменскому купцу Фёдору Ивановичу Ушакову был построен в последней трети XIX в. В дальнейшем его собственниками стали виноторговцы братья Злокозовы, а перед революционными событиями 1917 г. его приобрёл купец Михаил Калистратович Петухов, который производил и продавал фруктовые и минеральные воды.
В советские времена дом занимал Осоавиахим (ДОСААФ), в дальнейшем — проектная контора Агропромстроя. Ныне дом служит административным зданием. По решению Тюменского областного исполкома № 3 от 08.01.1990 г. был признан памятником архитектуры.

## Описание
Дом Ушакова представляет собой полуэтажное деревянное здание, построенное с балконом и мезонином в стиле позднего классицизма, который довольно редок для Сибири. Основой архитектурного решения является шестистенок, к которому примыкают крыльцо с лестницей и жилые помещения. Дом имеет широкий фасад, который обшит тёсом, и цокольный этаж, выделенный поясом. Оконные наличники обрамлены большим карнизом и филёнчатыми пилястрами, сами окна имеют филёнчатые ставни. Внутри дома осталась анфиладная планировка, но за прошедшие десятилетия оформление интерьера полностью утрачено.